# Oscar Benton
Oscar Benton, artiestennaam van Ferdinand van Eis (Haarlem, 3 februari 1949 – IJmuiden, 8 november 2020), was een Nederlands zanger. Hij werd in de jaren 60 en jaren 70 bekend vanwege zijn bluesvertolkingen.

## Loopbaan

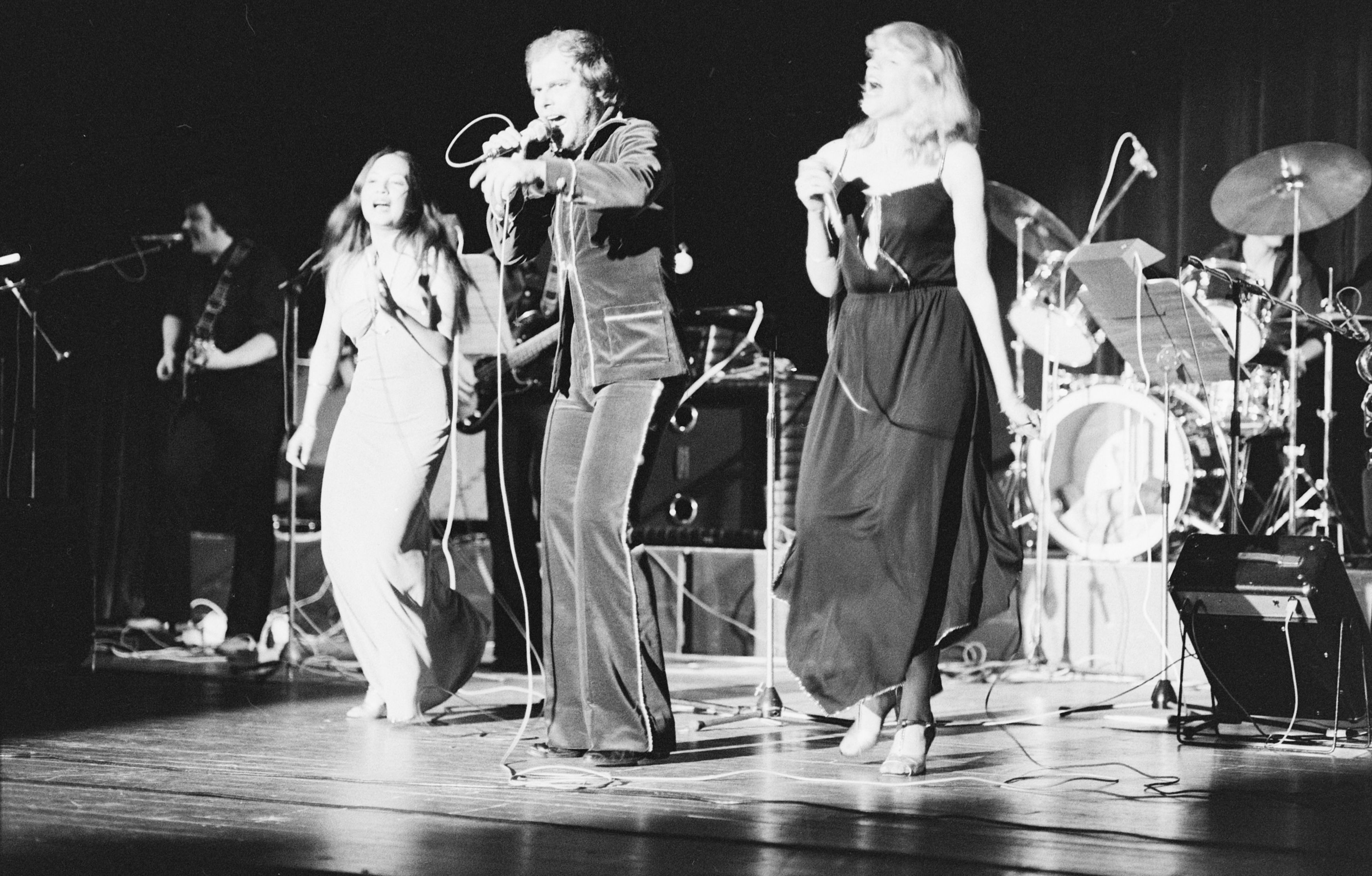
Oscar Benton met Barbara en Eefje, 1978

Benton was de oprichter van de Oscar Benton Blues Band. Deze band werd in 1968 tweede bij het Loosdrecht Jazz Concours, waarmee ze een platencontract verdienden.  Verschillende bekende Nederlandse muzikanten speelden hierin zoals Rob van Donselaar en Rob ten Bokum (bekend van The Bintangs) en leden van het latere Barrelhouse: Johnny en Gus Laporte (gitaren), Han van Dam (piano) en Jan Willem Sligting (bas).  
Tussen 1972 en 1974 had Benton enkele hitjes in de Nederlandse Top 40. Samen met zangeres Monica Verschoor had hij in 1972 twee singles die in de hitlijsten kwamen, namelijk All I ever need is you en Everybody's telling me. In 1974 volgde Roll on sweet Mississippi, dat in de Tipparade bleef steken. Het nummer Bensonhurst blues uit 1973, oorspronkelijk geschreven en gezongen door Art Kaplan in 1971, werd in 1981 een internationale hit nadat het gebruikt was in de film Pour la peau d'un flic met Alain Delon. In Nederland was het een bescheiden hit, in Frankrijk haalde dit lied een nummer één-positie in de hitparade.

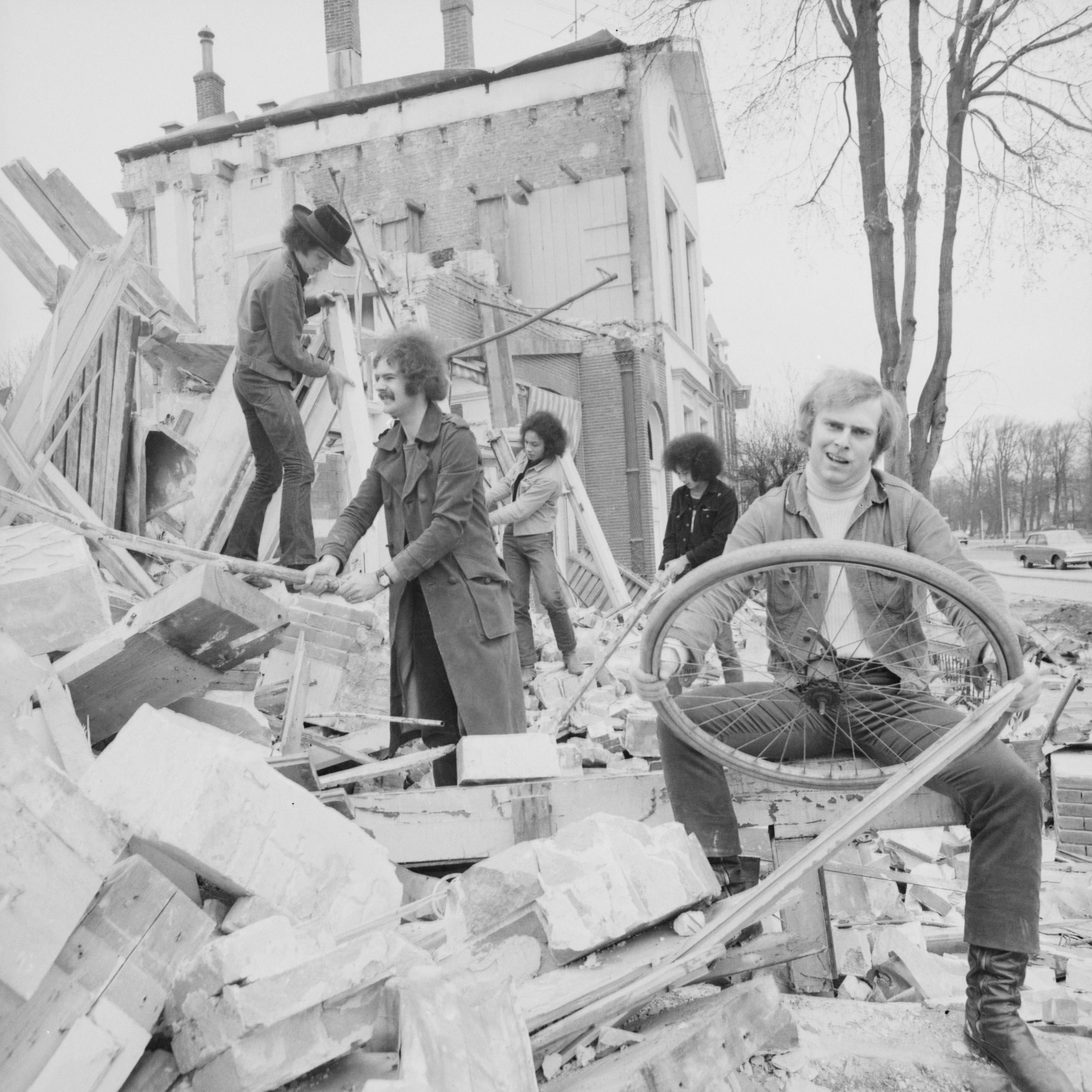
Oscar Benton Blues Band in 1971

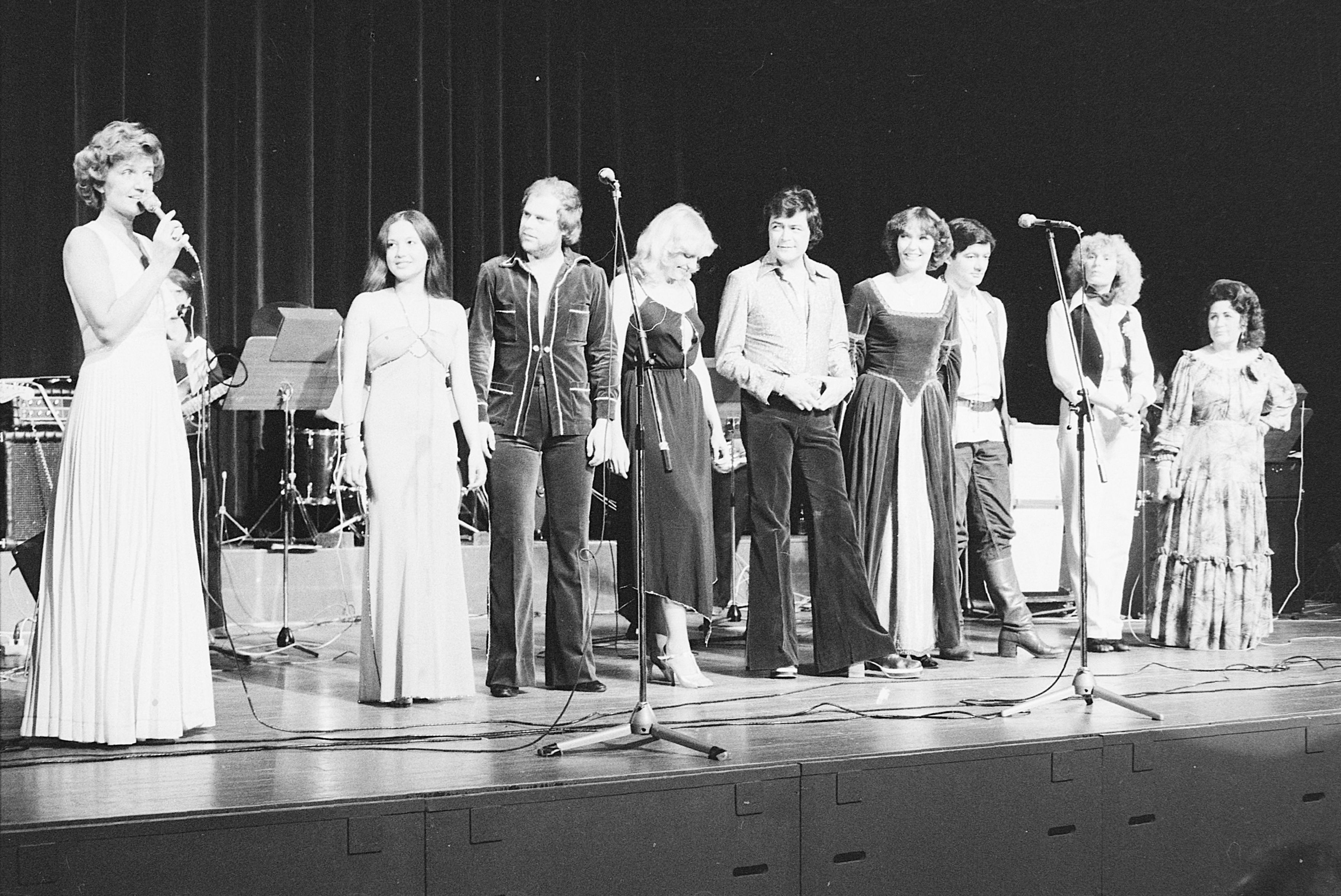
Oranjegala (1978) met v.l.n.r. Mieke Telkamp, Oscar Benton tussen Barbara en Eefje, Jack Jersey, Olivia en David (Hutchinson en Brown), Debbie, de Zangeres Zonder Naam en het J & R Showorkest in de Stadsschouwburg Haarlem

In 2011 werd Benton, samen met Harry Muskee, als eerste toegelaten tot de Dutch Blues Hall of Fame van de Dutch Blues Foundation.
Van zijn afscheidsconcert werd in 2011 de dvd Oscar Benton is Still Alive gemaakt, maar in 2012 trad Benton weer op in Haarlem op de Grote Markt.
Een nieuw album I am back kwam begin 2018 uit. Hij had in deze periode vooral succes in Oost-Europa. Eind 2019 volgde het album Mirrors don't lie, waarop Benton samenwerkt met gitarist Johnny Laporte (Barrelhouse). In 2021 stond er voor Nederland een comeback-tournee gepland. Oscar Benton overleed echter in november 2020, op 71-jarige leeftijd, aan een hartstilstand. Roel en Mees van Dalen maken een documentaire over Benton's latere leven die op 23 februari 2021 werd uitgezonden bij KRO-NCRV.

## Discografie

### Albums
- Feel so good (1968, Oscar Benton Blues Band)
- The blues is gonna wreck my life (1969, Oscar Benton Blues Band)
- Benton '71 (1971, The Oscar Benton Blues Band)
- Draggin' round (1972, Oscar Benton and his Band)
- Bensonhurst blues (1981)
- My kind of blues (1983)
- Blues party (1989, Oscar Benton & Blues Band)
- Best part of my life (1994)
- I am back (2018)
- Mirrors don't lie (2019, met Johnny Laporte)

### Singles
- All I ever need is you (1972, met Monica)
- Everybody's telling me (1972, met Monica)
- My Children, My Wife (1974, met Monica) gecomponeerd door Charles Segal
- Roll on sweet Mississippi (1974)
- Bensonhurst blues (1981)